# در امتداد شب

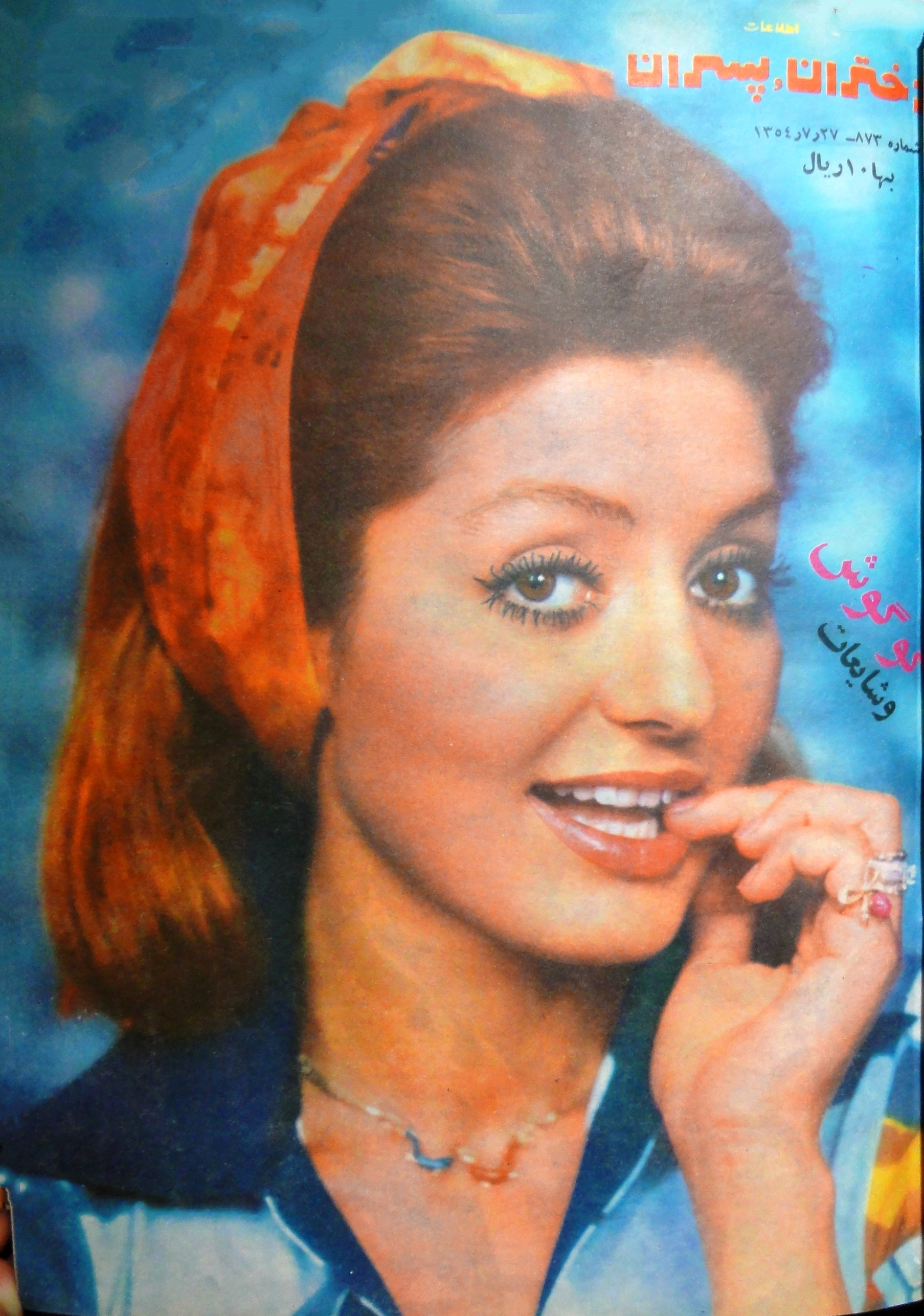
گوگوش و سعید کنگرانی در نمایی از فیلم در امتداد شب

در امتداد شب نام یک فیلم بلند عاشقانه-درام سینمایی به کارگردانی و نویسندگی پرویز صیاد محصول سال ۱۳۵۶ خورشیدی است. این فیلم رنگی ۳۵ میلیمتری، محصول «شرکت سهامی فیلم اول» زیر مجموعه شرکت فیتسی (شرکت صنایع گسترش سینمای ایران)، به تهیه‌کنندگی بهمن فرمان‌آرا است. داستان اولیه این فیلم نوشته ژیلا سازگار بوده‌است که بعداً با همکاری پرویز صیاد فیلمنامه نهایی نگاشته شده‌است.
این فیلم در بانک اطلاعات اینترنتی فیلم‌ها (IMDB) امتیاز ۶.۵ از ۱۰ را گرفته است.

## داستان فیلم
پروانه، که خواننده و ستارهٔ مشهور سینما است، پس از یک ازدواج ناموفق، با مردی به نام کاوه که دارای همسر و فرزند است، رابطهٔ صمیمانه برقرار می‌کند. جوان محصلی به نام بابک، که به سرطان خون مبتلا است، شیفتهٔ پروانه است و با نامه پرانی و تمایل برای ملاقات با پروانه علاقهٔ خود را به او نشان می‌دهد. آن دو با هم آشنا می‌شوند و مدتی را با هم می‌گذرانند. وقتی پروانه از طریق مادر بابک، از بیماری بابک با خبر می‌شود تصمیم می‌گیرد او را برای معالجه به خارج ببرد.

## بازیگران
بازیگران فیلم «در امتداد شب» به ترتیب نمایش در عنوان‌بندی پایانی فیلم:
| ردیف | بازیگر               | گوینده         | نقش          | توضیحات                  |
| ---- | -------------------- | -------------- | ------------ | ------------------------ |
| ۱    | گوگوش                | شهلا ناظریان   | پروانه       |                          |
| ۲    | سعید کنگرانی         | آرشاک قوکاسیان | بابک         |                          |
| ۳    | محبوبه بیات          |                | مارگریت      |                          |
| ۴    | ملیحه نظری           |                | مادر بابک    |                          |
| ۵    | ناصر ممدوح           | ناصر ممدوح     | کاوه         |                          |
| ۶    | جهانگیر فروهر        |                | نظام         |                          |
| ۷    | اشرف ساغر            |                | زرین‌ناز      |                          |
| ۸    | فریده رجاور (ورجاور) |                | زری          |                          |
| ۹    | گیتی فروهر           |                | بی‌بی         |                          |
| ۱۰   | جهانگیر صمیمی‌فرد     |                | شبگرد        |                          |
| ۱۱   | اکبر دودکار          |                | مدیر کاباره  |                          |
| ۱۲   | مسعود دلخواه         |                | جرج          |                          |
| ۱۳   | مسعود ظلی            |                | کارگردان     |                          |
| ۱۴   | اکبر اعرابی          |                | گارسون       |                          |
| ۱۵   | مریم صیاد            |                | نازنین       |                          |
| ۱۶   | صفر رستاخیر          |                | همسر پروانه  |                          |
| ۱۷   | کارمن زکی            |                | مادر مارگریت | در عنوان‌بندی نیامده است. |

## تولید فیلم
- مرداد سال ۱۳۵۵: شروع مقدمات تولید فیلم در «امتداد شب» به تهیه کنندگی هژیر داریوش به نقل از روزنامه اطلاعات:[۷]هژیر داریوش این روزها مقدمات تهیه دومین فیلم سینمایی خود را بنام «در امتداد شب» آماده می‌کند که همچون بی‌تا، گوگوش نقش اول آن را ایفا خواهد کرد. به طوریکه شنیده‌ایم گوگوش در این فیلم نقش یک زن سی ساله آوازه‌خوان را بازی خواهد کرد.

- اوایل آبان ۱۳۵۶: پایان فیلم‌برداری فیلم [۸]

## نمایش و فروش فیلم
فیلم در امتداد شب برای بار نخست در تاریخ چهارشنبه ۱۹ بهمن ۱۳۵۶ خورشیدی در دوازده سینما در تهران به نمایش درآمد  . این فیلم پس از ایام سوگواری پایان ماه صفر جایگزین فیلم علفهای هرز در گروه سینمایی مولن‌روژ شد.
سینماهای نمایش‌دهنده فیلم در امتداد شب در تهران، در گروه سینمایی اروپا-مولن‌روژ شامل ۱۲ سینمای اروپا، مولن‌روژ، سانترال، شهوند، میامی، سیلوانا، کیهان، پاسارگاد، توسکا، المپیا، گلدیس، آستارا (تجریش) و شهر‌قشنگ بودند  .
با استناد به گزارشی از خبرگزاری خبر آنلاین، فیلم «در امتداد شب» با فروش حدودا ۴،۶۰۰،۰۰۰ تومان در تهران، عنوان پرفروش‌ترین فیلم سال ۱۳۵۶ را دارد. از قیمت بهای هربلیت اطلاعی در دسترس نیست

## موسیقی فیلم[۲][۵]
- موسیقی متن فیلم: مجتبی میرزاده[۱۳]
- خواننده تمامی ترانه‌های فیلم: گوگوش
- ترانه‌های اجرا شده در فیلم به شرح زیر می‌باشد:

| شرح                    | نام ترانه                      | ترانه‌سرا      | آهنگساز       | تنظیم‌کننده         | توضیحات                                                           |
| ---------------------- | ------------------------------ | ------------- | ------------- | ------------------ | ----------------------------------------------------------------- |
| ترانه عنوان‌بندی اولیه  | مرهم                           | اردلان سرفراز | فرید زلاند    | آندرانیک آساطوریان | -                                                                 |
| ترانه‌های سکانس کاباره* | نمیاد                          | آرش سزاوار    | حسن شماعی‌زاده | آندرانیک آساطوریان | -                                                                 |
| ترانه‌های سکانس کاباره* | I Believe in Love (Taking Off) |               |               |                    | تنظیم برای فیلم: آندرانیک آساطوریان بازخوانی ترانه‌ای از Nina Hart |
| ترانه‌های سکانس کاباره* | غریب آشنا                      | اردلان سرفراز | حسن شماعی‌زاده | واروژان            | تنظیم برای فیلم: آندرانیک آساطوریان                               |
| ترانه‌های سکانس کاباره* | کیه کیه                        | اردلان سرفراز | حسن شماعی‌زاده | آندرانیک آساطوریان | -                                                                 |
| ترانه میانی فیلم       | نگاه                           | پرویز صیاد    | واروژان       | واروژان            | -                                                                 |

* برای سکانس اجرای خواننده فیلم در کاباره، با تصمیم کارگردان، چهار ترانه از کارهای قدیمی گوگوش انتخاب و برای تنظیم به آندرانیک آساطوریان سپرده شد تا آنها را به‌صورت یک قطعه موسیقی ترکیبی (Medly) آماده کند، که در آن قسمت کوتاهی از هر ترانه گنجانده و اجرا می‌شود.

## دیگر عوامل فیلم[۲][۵]
- دستیار کارگردان: مهوش شیخ‌الاسلامی
- منشی صحنه: مهرناز سعیدوفا
- تدوین: روح الله امامی
- مدیر فیلمبرداری: علیرضا زرین دست
- صدابردار: احمد (اسحاق) خانزادی
- عکاس: عزیز ساعتی
- گریم: عبدالله اسکندری
- سرپرست گویندگان: علی‌اکبر کسمایی

## مصاحبه سعید کنگرانی با عصر اندیشه
سعید کنگرانی از بازیگران نقش اصلی این فیلم با عصر اندیشه در جواب آنکه چرا فیتسی به سراغ تولید چنین فیلمی رفتند میگوید:فکر می‌کنم در آن دهه این تیپ قصه‌های love story جوان‌گرایانه.منتها یک نوع love story با توجه به آن دهه قرار بود مطرح شود، چون فیلمفارسی کاباره‌ای دیگر حال مردم را به هم زده بود و فروش نمی‌کرد. می‌خواستند هوای تازه‌ای در سینمای ایران ایجاد کنند که این اولی بود.